# Герб Сербів
Герб Се́рбів — офіційний символ села Серби Ємільчинського району Житомирської області, затверджений 14 травня 2013 р. рішенням № 125 XIX сесії Сербівської сільської ради VI скликання.

## Опис
Щит чотиричасний, поділений срібним нитяним хрестом-потент на постаменті. На першому червоному полі золота старослов'янська літера «С», орнаментована рослинними елементами, увінчана символічною короною з 5 колосків. Друге поле лазурове, третє — зелене. На четвертому червоному полі золоте сонце з людським обличчям. Щит обрамований золотим декоративним картушем і увінчаний золотою сільською короною.

## Значення символів
Хрест — символ християнства. Червоне поле символізує приналежність регіону спершу до Київської землі, а потім до Волині. Зубці корони символізують п'ять сіл територіальної громади: Серби, Нові Серби, Зосимівку, Вільшанку, Старі Серби, а також розвинуте хліборобство. Лазурове поле символізує місцеві водні ресурси. Зелене поле вказує на лісові масиви. Сонце з променями — давній символ східних слов'ян, одне з літописних племен яких — древляни — проживали у нашому краї.
Автор — Геннадій Васильович Запорожець.